# Усадьба Ф. Б. Лепешкина — Демидова
Усадьба Ф. Б. Лепешкина — Демидова — городская усадьба в Москве по адресу Пятницкая улица, дом 18, строение 1. Объект культурного наследия федерального значения.

## История
В конце XVIII века владение принадлежало Ф. Б. Лепешкину. Двухэтажный усадебный дом был построен в 1789-90 годах торцом к улице в стиле раннего классицизма. После московский пожар 1812 года дом был перестроен для нового хозяина усадьбы, горнозаводчика Демидова. Проект нового здания в стиле ампир разработал архитектор О. И. Бове. Главный фасад дома выходит на Пятницкую улицу и украшен портиком из шести колонн ионического ордера, основанием которого служит первый, цокольный этаж. Лепные украшения фасада типичны для московского ампира. Несущая стена во дворе была укреплена пилястрами-контрфорсами. С какой целью усиление было добавлено при постройке дома — не известно, однако в XX веке под домом была проложена линия метрополитена, так что теперь контрфорсы помогают зданию выдерживать исходящую от метро вибрацию.
С 1880 года дом находился в собственности собора Василия Блаженного, в начале XX века и до 1918 года здесь на втором этаже жил настоятель храма отец Иоанн (Восторгов). В советское время он был расстрелян, а в 2000 году прославлен в лике святых Русской Православной Церкви.
В 1909 году левая часть дома была достроена, в результате чего фасад стал немного асимметричным. Справа к дому примыкает сплошная каменная ограда с воротами, датируемая 1830-ми годами. В 1972 году была произведена реставрация дома и ограды. Частично сохранилось внутреннее убранство дома.

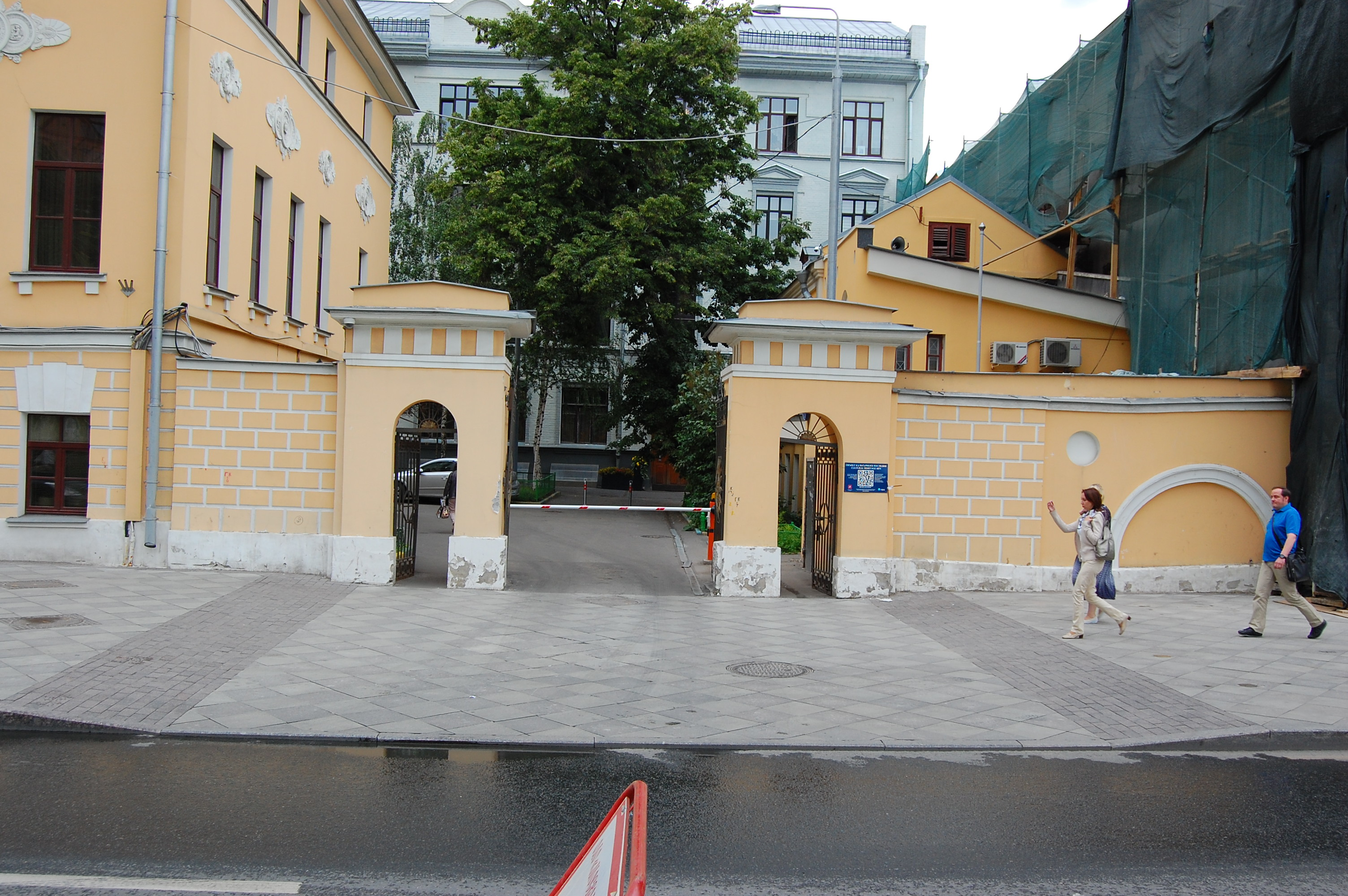
Ограда и ворота
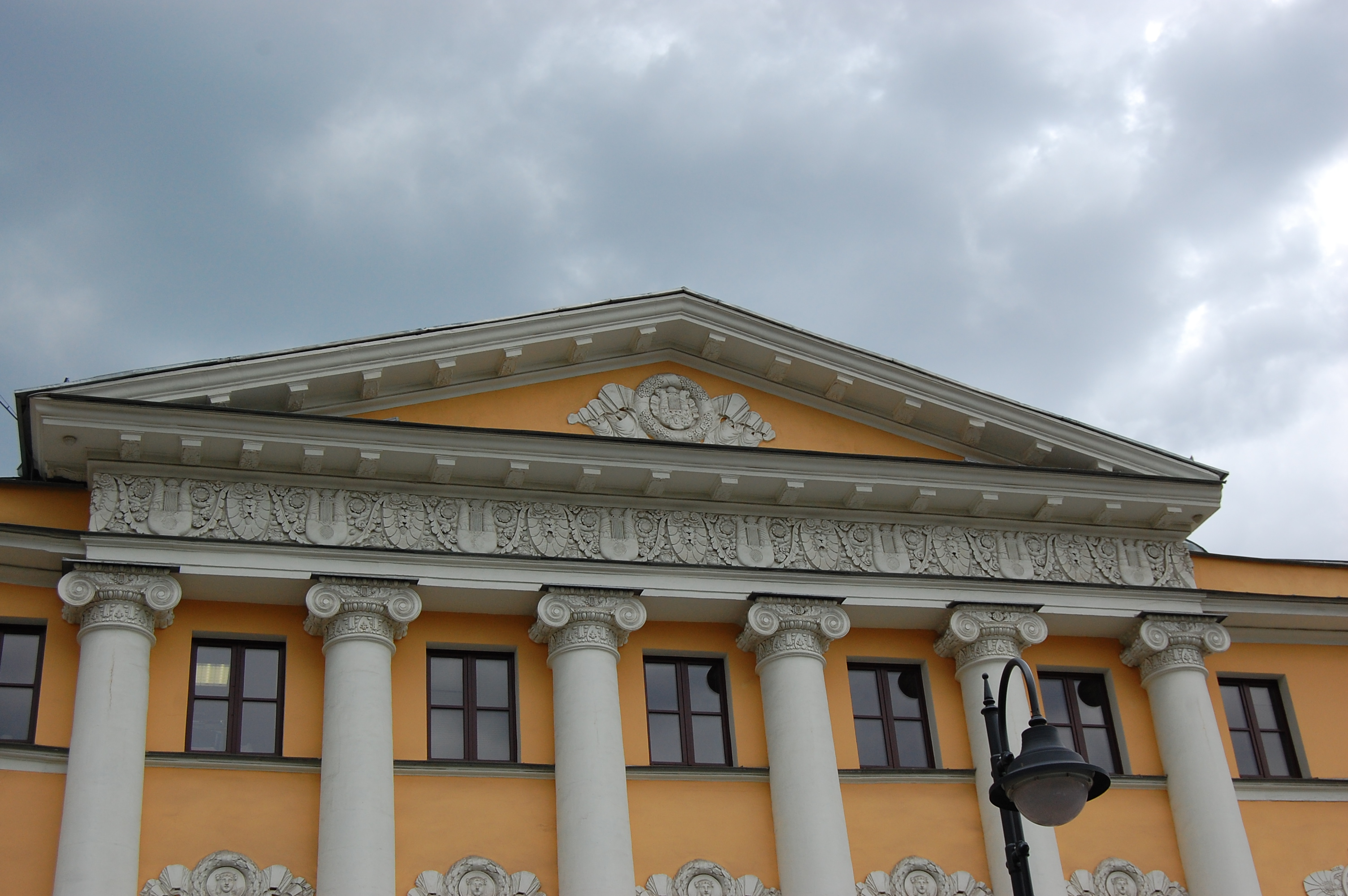
Фронтон